# دیوید جی. بیکر
دیوید جی. بیکر (به انگلیسی: David J. Baker) سناتور سابق عضو حزب دموکرات ایالات متحده آمریکا بود. وی در سال 1830 میلادی سناتور ایالت ایلی‌نوی در سنای ایالات متحده آمریکا بود.